# ويليام ك. دونكان
ويليام ك. دونكان (بالإنجليزية: William C. Duncan)‏ هو سياسي أمريكي، ولد في 18 مايو 1820 في لايونز في الولايات المتحدة، وتوفي في 19 ديسمبر 1877 في ديترويت في الولايات المتحدة. انتخب عضو مجلس ولاية ميشيغان.